# Piotr Uruski

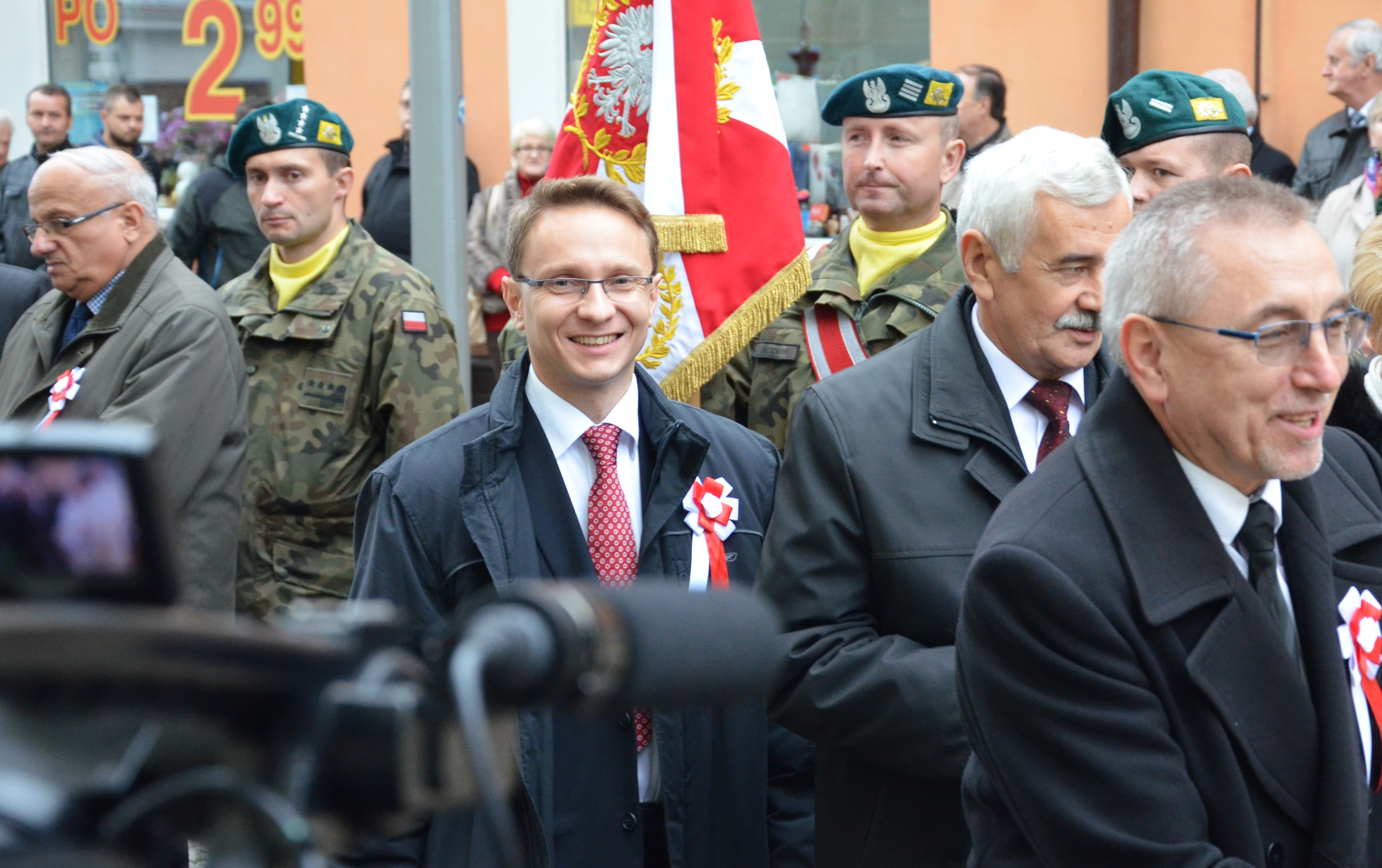
Piotr Uruski podczas obchodów Narodowego Święta Niepodległości w Sanoku (2015). Obok burmistrzowie miasta: pierwszy z lewej Edward Olejko, pierwszy z prawej Tadeusz Pióro

Piotr Marcin Uruski (ur. 11 sierpnia 1976 w Sanoku) – polski polityk, historyk, nauczyciel i samorządowiec, doktor nauk humanistycznych, od 2006 do 2014 radny rady powiatu sanockiego, w latach 2014–2015 wiceburmistrz Sanoka, poseł na Sejm VIII, IX i X kadencji.

## Życiorys
Syn Edwarda (nauczyciela) i Marii.
Jest absolwentem II Liceum Ogólnokształcącego im. Marii Skłodowskiej-Curie w Sanoku z 1995. W 2001 ukończył studia historyczne na Wydziale Historycznym Uniwersytetu Jagiellońskiego. Na czwartym roku studiów w 1999 został wybrany rzecznikiem prasowym i przewodniczącym komisji informacyjnej Samorządu Studentów UJ, a na początku 2000 został wybrany przez Uczelnianą Radę Samorządu Studentów jednym z czterech posłów z UJ, uprawnionym do reprezentowania w Parlamencie Studentów RP. W 2003 został stypendystą Fundacji im. Jana Pawła II, rekomendowanym przez profesora Władysława Serczyka. W 2007 na Wydziale Socjologiczno-Historycznym Uniwersytetu Rzeszowskiego uzyskał stopień naukowy doktora nauk humanistycznych na podstawie rozprawy pt. Rola Cerkwi w kształtowaniu się państwa ruskiego. Jest autorem rozdziału Zarys sytuacji politycznej i społecznej na ziemi sanockiej w momencie przybycia zakonu Franciszkanów do Sanoka w 1377 roku w wydanej w 2008 publikacji pt. 630. rocznica przybycia franciszkanów do Sanoka. Dwa jego teksty ukazały się w przewodniku Kijów – miasto złotych kopuł z 2005.
W 2001 pracował w Państwowej Wyższej Szkoły Zawodowej im. Jana Grodka w Sanoku, sprawując funkcję sekretarza rektora Jana Skoczyńskiego oraz będąc asystentem na Wydziale Kulturoznawstwa. Publikował w uczelnianym czasopiśmie „Zeszyty naukowe PWSZ”. Od 2002 do 2004 był nauczycielem w Zespole Szkół nr 2 im. Grzegorza z Sanoka w Sanoku, w 2005 pracował w Szkole Korepetycji „Edukator”, a w 2007 był pracownikiem kontraktowym Uniwersytetu Rzeszowskiego. Potem objął stanowisko starszego bibliotekarza w Miejskiej Bibliotece Publicznej im. Grzegorza z Sanoka w Sanoku w dziale biblioteki cyfrowej, został również członkiem kolegium programowego i redakcji powołanej w 2008 Sanockiej Biblioteki Cyfrowej.
Został członkiem sanockiego gniazda Towarzystwa Gimnastycznego „Sokół”. 27 listopada 2018 wybrano go na członka zarządu Polskiego Związku Hokeja na Lodzie.
W wyborach samorządowych w 2006 zdobył mandat radnego rady powiatu sanockiego III kadencji, startując z listy Prawa i Sprawiedliwości. W wyborach samorządowych w 2010 z powodzeniem ubiegał się o reelekcję do rady powiatu, także kandydując z ramienia PiS. Dołączył do Solidarnej Polski (w 2023 przemianowanej na Suwerenną Polskę). W 2014 bez powodzenia kandydował z jej ramienia do Parlamentu Europejskiego. W wyborach samorządowych w tym samym roku bezskutecznie ubiegał się o wybór na radnego miejskiego w Sanoku, otrzymując o dwa głosy mniej niż zwycięzca w jego okręgu. W grudniu 2014 Piotr Uruski został powołany na stanowisko wiceburmistrza Sanoka.
W wyborach parlamentarnych w 2015 startował do Sejmu w okręgu wyborczym nr 22 (Krosno) z ramienia Komitetu Wyborczego PiS (jako członek Solidarnej Polski). Uzyskał mandat posła na Sejm RP VIII kadencji, otrzymując 11 200 głosów. W wyborach w 2019 i 2023 z powodzeniem ubiegał się o poselską reelekcję, zdobywając odpowiednio 20 740 głosów oraz 22 703 głosy. W październiku 2024 wraz z Suwerenną Polską przystąpił do PiS.

## Życie prywatne
Żonaty z Bożeną (była zatrudniona w Podkarpackim Banku Spółdzielczym). Ma syna Bartłomieja i córkę Gabrielę.